# John Strong Newberry
John Strong Newberry (født 22. december 1822 i Windsor, Connecticut, død 8. december 1892 i New Haven, Connecticut) var en amerikansk geolog.
Newberry deltog i midten af 19. århundrede i ekspeditioner til det vestlige Nordamerika. Han var 1866—92 professor i geologi ved Columbia College i New York og 1869—84 tillige statsgeolog i Ohio.